# 13238 Lambeaux
13238 Lambeaux este un asteroid din centura principală de asteroizi.

## Descriere
13238 Lambeaux este un asteroid din centura principală de asteroizi. A fost descoperit pe 25 aprilie 1998 la Observatorul La Silla de Eric Walter Elst. Asteroidul prezintă o orbită caracterizată de o semiaxă mare de 2,27 ua, o excentricitate de 0,18 și o înclinație de 3,3° în raport cu ecliptica.